# Кардам (област Търговище)
Вижте пояснителната страница за други значения на Кардам.
 Тази статия е за селото в Област Търговище.  За другото българско село с това име вижте Кардам (Област Добрич).  За други значения вижте Кардам (пояснение).
Карда̀м е село в Североизточна България. То се намира в община Попово, област Търговище.

## География
Селото е разположено в много плодородна равнина на левия бряг на река Черни Лом край шосето Попово – Разград.
Отстои на 7 km североизточно от град Попово, на 180 - 190 m надморска височина. На изток от него се издигат гористите хълмове на Сакара и Метериза, а на север – хълма Ойнарджата. Северно от селото се простират Зараевските и Гаговските възвишения от Предбалкана. През северната част на Кардам протича Куру дере. Землището на селото граничи със землищата на селата Зараево, Козица, Ломци, Дриново, Заветно, Светлен, квартал Невски, Попово, Паламарца и Гагово. Асфалтирани пътища свързват селото с Попово, Ломци и Дриново, а черни – с останалите съседни села. Самото село е образувано от следните две махали – Горната махала и Долната махала, която е и по-старата.

## Кратка историческа справка
За пръв път името на селото се среща в османо-турски документ от 1430 г. като мезра на хаджи Хайдар. Селото е носело името на първия си владетел или заселник и има по-древен произход – отпреди завладяването на България от османските турци. Предполага се, че старото село е било опустяло и обезлюдено след идването на завоевателите. Стари селища, предхождащи село Хайдар, имало в местностите Маринкалък, Трънковца, Бузалъка и Ветите лозя. Вече със селищното име Хайдар продължава да се среща и в по-късни османски документи.
Преди Освобождението селото е било по-голямо от Попово и е имало известно значение в административното делене на района. В него живеели и някои от най-едрите земевладелци – турци в този край. По-компактно българско население в селото идва още преди Кримската война, предимно от село Голямо Ново, Поповско, а после и от Джулюница, Горнооряховско. През 1858 г. в селото се заселили 7 къщи татари, а през 1870 г. към тях се присъединили и 9 къщи черкези. Черкезите скоро били прогонени от управителя на селото Изет бей, във вените на когото течала и българска кръв, заради бедите, които донесли със себе си на старото местно българско и турско население.
През землището на селото са минали четите на Панайот Хитов – 1867 г. и на Таньо Войвода – 1876 г., а по време на Руско-турската освободителна война тук са се водили първите за района, макар и ограничени, сражения.
Селото се сдобива с килийно училище през 1859 г., което е запазено, макар и в лошо състояние, и до днес. Джамията, която днес е основно ремонтирана и разширена, е построена около средата на 19 век и пострадва силно по време на руско-турската война. Първият църковен каменен храм Света Троица е бил построен през 1873 г., пострадал силно през войната от 1877 г. и е обновен още през 1878 г.
Освобождението заварва селото с 330 къщи и смесено население, българи и турци, като е преобладавало турското. През периода 1877 – 1882 г. голяма част от турското население се изселило и на тяхно място се заселили българи от селата Арбанаси, Горски Сеновец, Поликраище, Ресен в Горнооряховско, от Беляковец, Бидерлии, Никюп, Русаля, Хотница в Търновско, както и от села и колиби от Габровско, Дряновско и Тревненско.
Две големи наводнения от 1914 и 1924 г. стават причина половината от селото да се премести към по-високите северозападни части. През 1922 г. църковният храм е разширен, а през 1931 г. е повторно разширен и реставриран.
На 14 август 1934 г. село Хайдар е преименувано с днешното си име Кардам, на името на българския владетел от 8 век. Днес в селото живеят българи, потомци на някогашните хърцои и балканджии, турци и много роми, които изповядват както християнството (т. нар. бакърджии), така и исляма.
Днес населението на село Кардам се препитава основно от земеделие и животновъдство. Немалка част от по-младото му население работи в държавите на Западна Европа. В близкото минало селото бе известно с производството си на огромно количества чесън, основно за износ.
Днес селото разполага с фурна за печене на хляб, магазини за различни стоки, здравна служба с медицинско обслужване, парк и кабелна телевизия. В землището на Кардам се изгражда и пречиствателната станция за отпадъчни води на гр. Попово.
В землището на селото се намират две от най-големите оранжерии за производство на зеленчуци (краставици) в региона.
На 6 февруари 1936 г. министърът на народното стопанство Димитър Вълев закрива седмичния пазар в селото поради липса на стопанско оправдание.
На 17 ноември 2023 година случайно е засечен гроб от тракторист, извършващ дълбока оран в местността Бузалъка. Машината закача каменна плоча и се открива зидания гроб. Своевременно след като е уведомен екипът на Историческия музей в Попово документира и временно покрива съоръжението, датирано от 2-ри – 3-ти век. Предполага се, че гробът е част от римски некропол.
От ръководството на Историческия музей в Попово посочват, че още в първите дни работа на обекта в м. Бузалъка археолозите са попаднали на интересни структури, които предстои да бъдат проучени.

## Религии
- Източно-православна;
- Мюсюлманска;

## Обществени институции
- Кметство;
- Основно училище „Любен Каравелов“ с над 120 ученици (2008/2009 г.);
- Народно читалище „Иван Братанов“. Сградата му е построена между 1934 и 1945 г.
- Православен храм „Света Троица“;
- Джамия с по-старо минаре;
- Целодневна детска градина „1-ви юни“;
- Футболен отбор (клуб) „Хан Кардам“, играещ в местната регионална футболна група

## Културни и природни забележителности
- В землището на селото се намират множество археологически обекти от различни епохи – праисторически селища и селищни могили, антични селища, могилни и обикновени некрополи и др.;
- Античната крепост „Хисарлък кале“, намираща се в югоизточната част на височината Сакара, в местността Метериз дюзу.
- Късноантична крепост Сакара се намира на едноименния връх, на 4 km югоизточно по права линия от центъра на село Кардам.Изградена е на възвишение с високи и стръмни склонове от всички страни, с изключение на изток, където чрез широка 30 m седловина то се свързва с останалата част от масива.

Хълм Сакара е издължен в посока изток- запад. Северозападно на 900 m от него в равнината има голямо, римско селище, което вероятно при варварските нападения през IV век се е изместило на върха и се е укрепило. Твърдината е с елипсовидна форма с приблизителни, максимални размери 590х300 m.
Надморска височина: 480 m GPS координати: 43°21’22” С.Ш. и 26°19’32” И.Д
- Старото килийно училище (вече разрушено);
- Църковният храм, изграден през 1873 г.;
- Джамията от средата на 19 век;
- Изетбеевата чешма;

## Редовни събития
- Събор на селото – провежда се 50 дни след Великден;
- Курбан за благоденствие на селото – на Свети Дух

## Личности
Селото е родно място на редица личности, реализирали се успешно в различни области като изкуство, култура, наука, образование, медицина и обществени дейности. Сред тях има художници, музиканти, писатели, университетски преподаватели и специалисти с принос в своите професионални сфери.
С времето, поради ограничените възможности за развитие на местно ниво, повечето от тях са се установили в по-големи населени места в страната или в чужбина. Независимо от това, много от тях продължават да поддържат връзка със селото чрез различни инициативи или личен интерес към неговото бъдеще.
Сред тях се открояват
- Иван Братанов (1920 – 1968) – актьор;
- Младен Статев (1913-1979) - учител и хоров диригент;
- Димитър Селенски (р. 1954) - актьор.

## Други
- В землището на селото се намира изградената през 2009 г. основно с европейски средства пречиствателна станция за отпадни води на град Попово;